# Swietelsky
Swietelsky AG is een internationaal bouwbedrijf gevestigd in Linz, Oostenrijk. De activiteiten van het bedrijf bestrijken alle sectoren van de bouwsector: bouw en civiele techniek, spoorwegbouw, wegen- en bruggenbouw, tunnelbouw. Daarnaast is het bedrijf ook actief op speciale gebieden zoals hout- en hybride bouw, hooggebergtebouw, vastgoedontwikkeling, bouw van sport- en vrijetijdsvoorzieningen, metaalbouw, totaal- en algemene aannemersbouw en milieutechnologie. In het boekjaar 2023/24 bedroeg de bouwproductie 3,5 miljard euro. In zijn thuismarkt Oostenrijk genereerde het bedrijf ongeveer 57% van de totale productie, gevolgd door de kernmarkten Duitsland met 14%, Tsjechië met 11% en Hongarije met 5%. Daarnaast zijn er vestigingen in 17 andere landen (Australië, Bosnië en Herzegovina, Denemarken, Frankrijk, Groot-Brittannië, Italië, Kroatië, Letland, Luxemburg, Nederland, Noorwegen, Polen, Roemenië, Zweden, Zwitserland, Slowakije, Slovenië). In het boekjaar 2023/24 had het bedrijf gemiddeld zo'n 12.000 mensen in dienst.

## Geschiedenis
Het bedrijf werd in 1936 opgericht door Hellmuth Swietelsky in Gmunden in Opper-Oostenrijk. Het ging vooral om wegenbouw en asfaltering. Al in 1937 verhuisde het bedrijf naar Linz. De eerste menginstallatie werd in 1938 in gebruik genomen. Bij het uitbreken van de oorlog begon Swietelsky met de aanleg van spoorwegen rond Wenen en stichtte hij een nieuwe locatie in Wenen. Voor gebouwen in het buitenland werd onder andere de Kontinentale Bau opgericht.
Na de Tweede Wereldoorlog groeide het bedrijf snel door de wederopbouw, creëerde filialen in alle deelstaten en werd actief in alle bouwsectoren. Al in 1957 behoorde het bedrijf, dat was omgevormd tot een naamloze vennootschap (GmbH), tot de vijf grootste bouwbedrijven in Oostenrijk. In 1962 werd in München een dochteronderneming opgericht met vestigingen in Traunstein en Emmerting.
De oprichter van het bedrijf, Hellmuth Swietelsky, werd in 1965 door de International Road Federation in Washington, D.C. uitgeroepen tot Man van het Jaar.
In 1974 kreeg het testlaboratorium in St. Martin bei Traun goedkeuring als door de staat geautoriseerd testinstituut en in 1976 de staatsprijs om het nationale wapen te mogen gebruiken bij zakelijke transacties.
Na de val van het IJzeren Gordijn in 1989 en in de jaren daarna werden ook in enkele oostelijke buurlanden vestigingen opgericht.
In de jaren na 2000 werden enkele dochterondernemingen gekocht of aandelen overgenomen. Swietelsky is een van de aandeelhouders van de bedrijven RTS Rail Transport Service GmbH en eurailpool.
De wijziging van de aandelen in de bestaande eigendomsstructuur bracht een nieuwe meerderheidsverhouding sinds 2005 met zich mee. Zo wordt het bedrijf sinds 2012 geleid in de traditie van een familiebedrijf door de twee eigenaarsfamilies Hovaguimian en Brustmann.
Vandaag de dag is Swietelsky de op twee na grootste Oostenrijkse bouwgroep met gemiddeld ongeveer 12.000 werknemers en een jaaromzet van meer dan 3,2 miljard euro. Momenteel zijn meer dan 100 dochterondernemingen in binnen- en buitenland geheel of gedeeltelijk in handen van de groep.
Op 4 december 2019 kondigde de Groep de naamswijziging aan van Swietelsky Baugesellschaft m.b.H. naar Swietelsky AG op deze datum. De wijziging van de rechtsvorm heeft geen effect op de samenstelling van eigenaren en werknemers en er zijn geen plannen voor een beursnotering van aandelen.
Begin november 2020 bleek uit een ORF-documentaire dat het bedrijf profiteerde van arisering en dwangarbeid tijdens het nazitijdperk. Het bedrijf gaf het Documentatiearchief van het Oostenrijkse Verzet (DÖW) de opdracht om de exacte historische context uit te werken.